# Soest
Soest és un municipi de la província d'Utrecht, al centre dels Països Baixos. L'1 de gener de 2009 tenia 45.742 habitants repartits per una superfície de 46,45 km² (dels quals 0,21 km² corresponen a aigua).

## Centres de població
- Soest
- Soestduinen
- Soestdijk
- Soesterberg

## Ajuntament
El consistori municipal consta de 29 membres, format des del 2006 per:
- Soest 2000, 7 regidors
- Gemeentebelangen Groen Soest, 5 regidors
- PvdA, 5 regidors
- VVD, 5 regidors
- CDA, 4 regidors
- GroenLinks, 2 regidors
- ChristenUnie/SGP, 1 regidor

## Persones il·lustres
- Janine Jansen (1978), violinista

## Agermanaments
- Soest (Alemanya)